# Spondianthus preussii
Spondianthus preussii ist ein Baum in der Familie der Phyllanthaceae aus dem tropischen zentralen bis westlichen Afrika. Es ist die einzige Art in Gattung Spondianthus.

## Beschreibung

### Vegetative Merkmale
Spondianthus preussii wächst als Baum mit dichter Krone und erreicht Wuchshöhen von über 30 Meter. Der Stammdurchmesser kann über 100 Zentimeter erreichen. Die braune Borke ist relativ glatt und leicht schuppig. Der Baum führt einen rötliches und harziges Exsudat. Es können an sumpfigen Standorten Stelzwurzeln ausgebildet werden.
Die wechselständigen oder wirteligen und langgestielten Laubblätter sind elliptisch oder eiförmig bis verkehrt-eiförmig. Sie stehen endständig an den Zweigen und der Blattstiel ist bis 5–15 Zentimeter lang. Die unterseits hellere und oberseits glänzende Blattspreite wird bis 25–35 Zentimeter lang und bis 12–18 Zentimeter breit. Die Blätter sind ganzrandig, kahl und die Spitze ist stumpf oder abgerundet bis rundspitzig oder spitz. Die Nervatur ist heller und gefiedert, mit unterseits erhabener Mittelader. Die Nebenblätter sind klein und abfallend. Die jungen Blätter sind rötlich. Es können an den Blattstielen bei der Blattbasis kleine Drüsen vorhanden sein.

### Generative Merkmale
Spondianthus preussii  ist zweihäusig getrenntgeschlechtlich diözisch. Es werden eingeschlechtliche und aufrechte, end- oder achselständige, vielblütige, mehr oder weniger haarige Rispen gebildet. Die männlichen Blüten stehen in kleinen Knäueln an kurzen Seitenachsen, die weiblichen stehen einzeln an der Rispenspindel oder an den Seitenachsen. Die eingeschlechtlichen, sehr kleinen Blüten sind fünfzählig mit doppelter Blütenhülle. Die Blüten sind weiß bis gelblich, rosafarben. Der 1,5–2 Millimeter lange, etwas haarige Kelch ist kurz verwachsen mit 5 Lappen und die 1,5–2 Millimeter großen 5 Petalen sind frei. An den Seitenachsen der männliche Blütenstände und bei den weiblichen Blüten sind Deckblätter vorhanden. Die männlichen Blüten sind fast sitzend mit 5 freien, vorstehenden Staubblättern und es ist ein stempelförmiger Pistillode, sowie 5 Nektardrüsen vorhanden. Die weiblichen Blüten sind gestielt und haben einen Diskus, sowie einen oberständigen, oft dreikammerigen Fruchtknoten mit oft 3 kurzen Griffeln mit zurückgelegten und zweiteiligen, länglichen sowie papillösen Narben.
Es werden anfangs grüne, dann rötliche, glatte und meist dreisamige, lokulizidale, rundliche Kapselfrüchte gebildet. Die Kapseln werden etwa 1,5–2 Zentimeter groß. Sie öffnen sich dann von unten, trocknen dann aus und werden dunkelbraun und ledrig. Das Perikarp und das bräunliche Endokarp fallen später ab und dann hängen die rötlichen, etwa 1,2 Zentimeter großen, ellipsoiden Samen, mit dünner Schale, an einem „Samenhalter“ (Columellaast, Karpophor) heraus. Die Samenschale ist in Testa und Tegmen gegliedert.
Alle Teile des Baumes gelten als giftig.

## Systematik
Die Erstbeschreibung der Gattung Spondianthus und der Art Spondianthus preussii erfolgte 1905 durch Adolf Engler in Bot. Jahrb. Syst. 36: 215, 216. Synonyme sind Megabaria ugandensis Hutch., Spondianthus glaber Engl., Spondianthus ugandensis (Hutch.) Hutch., Thecacoris trillesii Beille
Man unterscheidet zwei Unterarten:
- Spondianthus preussii subsp. preussii: Mit behaarten Blütenständen
- Spondianthus preussii subsp. glaber (Engl.) J.Léonard & Nkounkou: Mit kahlen Blütenständen

## Verwendung
Das Gift der Blätter und der Rinde wird normalerweise nicht als Pfeilgift verwendet, weil es zu schnell wirkt! Das Gift wird aber zur Elefantenjagd oder für Morde verwendet.
Das harte und schwere Holz ergibt eine gute Holzkohle und kann für Konstruktionen, Werkzeuge oder für Einbäume verwendet werden.